# Clive Cussler
Clive Cussler, född 15 juli 1931 i Aurora, Illinois, död 24 februari 2020 i Scottsdale, Arizona, var en amerikansk författare som skrev böcker främst inom äventyrsgenren.
Cussler var marinarkeolog/skattsökare, äventyrare och veteranbilssamlare precis som sin bokhjälte Dirk Pitt. Handlingen i böckerna utgår oftast från en oväntad konspirationsteori, blandat med dykning, vackra kvinnor, mäktiga män (inte sällan präglade av megalomani) och en hel del vapen. Två av böckerna har filmats: Lyft Titanic! från 1980 och Sahara från 2005, den senare med Matthew McConaughey i huvudrollen. I böckerna om Dirk Pitt dyker ofta Clive Cussler själv upp i en liten biroll; det kan vara som servitör på ett kafé, skattletare i öknen, konkurrent i ett veteranbilslopp eller skeppare på en båt. 
Cussler var också grundare till organisationen National Underwater and Marine Agency (NUMA), som även förekommer i böckerna. NUMA söker efter skatter och gamla vrak i haven. Hittills har de hittat över 60 fartyg av historisk betydelse. Cussler hade också en stor samling med veteranbilar från åren 1906–1965 som finns i ett eget museum.
Cusslers son, Dirk Cussler, har samma förnamn som hans actionhjälte.